# Сангха
Са́нгха, Са́мгха,  (санскр. संघ, IAST: saṃgha, «Собрание, Множество») — название буддийской Общины. Этот термин может употребляться для обозначения религиозного братства в целом. В более узком смысле — сонм существ (личностей), достигших определённой степени просветления.
В широком смысле «сообщества буддистов» употребляется термин «четырёхчастная сангха»: община из монахов, монахинь, мирян и мирянок. Это сообщество, наличие которого, например, свидетельствует о распространённости учения Будды в стране или регионе.
В узком смысле, например при принятии Прибежища, под Сангхой рекомендуется понимать Освобождённую Сангху, сообщество святых, освобождённых от иллюзии «эго» существ.

## Монашеская традиция

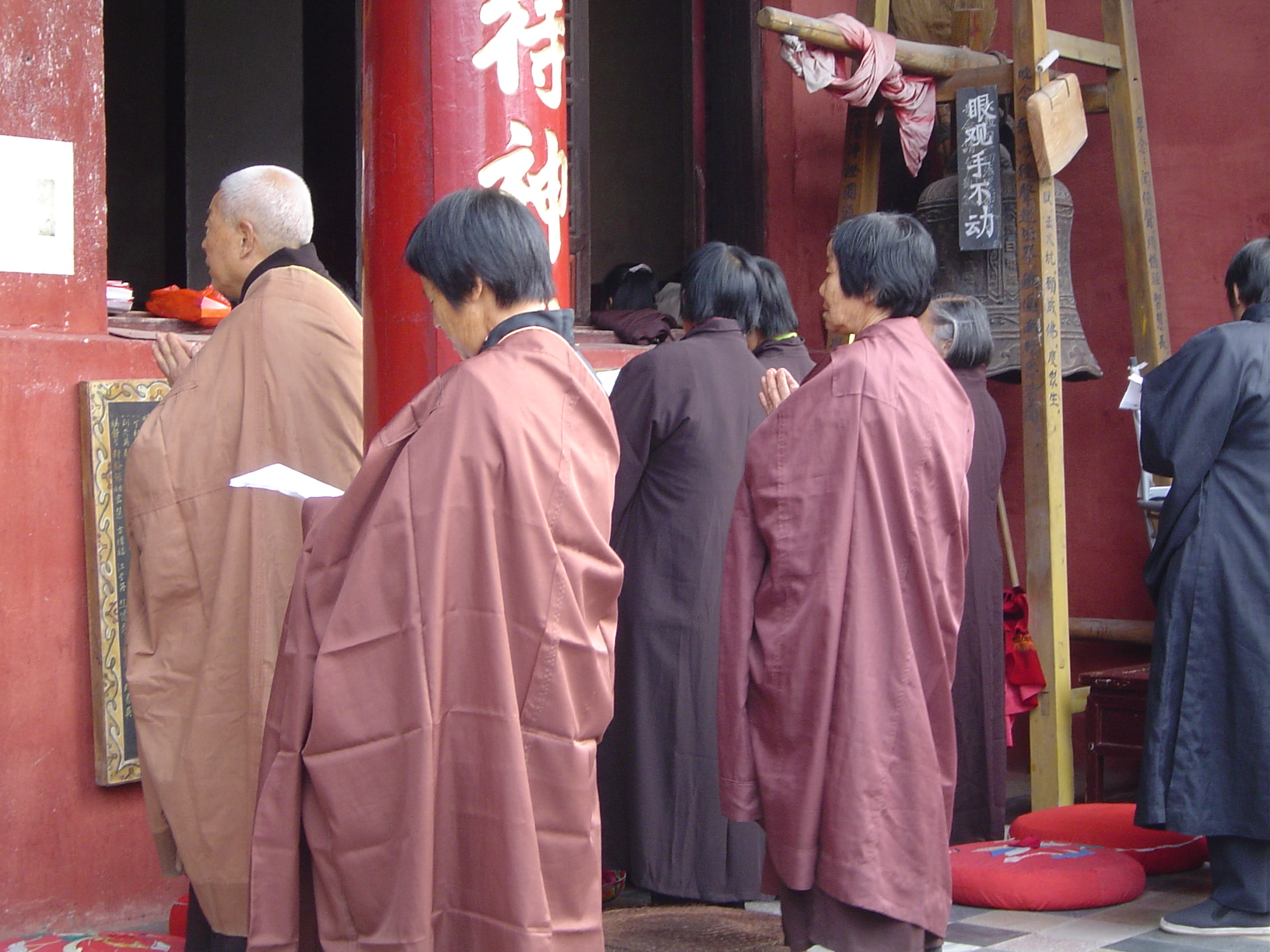
Миряне выполняют церемонию краткого пения в Храме Трёх предков, Аньхой, Китай

Община монахов и монахинь и Сангха были первоначально установлены Гаутамой Буддой в V веке до нашей эры, для обеспечения средств тем, кто желает практиковать Дхарму круглый день, свободный от ограничений и обязанностей бытовой жизни. Сангха также выполняет функцию сохранения оригинального учения Будды и обеспечения духовной поддержки буддийских сообществ.
Ключевая особенность буддийского монашества является присоединение к Винае, которая содержит сложный набор правил поведения, в том числе требует полного целомудрия и позволяет принимать пищу только до полудня. Между полуднем и следующим днём — строгий порядок изучения Священных Писаний, пение, медитации. Нарушение правил влечёт за собой наказание вплоть до постоянного исключения из Сангхи. Основатель японской школы Тэндай решил сократить количество правил примерно до 60. Многие школы, исходящие из Тэндай, отказались от Винаи полностью. Поэтому, как правило, в японских школах священничество, а не монашество.
Монахи и монахини могут владеть только минимумом имущества в связи с их отношением к отшельничеству (в идеале это три одежды, чаша для подаяний, ткань, иглы и нитки, бритва для бритья головы и фильтр для воды). На практике они часто имеют несколько дополнительных личных вещей.
Традиционно буддийские монахи отказываются от обычной одежды. Первоначально одежда была сшита вместе с тряпками и окрашена землёй. Идея, что одежды были покрашены с шафраном, кажется маловероятной, так как шафран был и остаётся очень дорогим товаром, а монахи были бедными. Цвет современной одежды варьируется от принадлежности к какой-либо школе (шафран характерен для Юго-Восточной Азии, Тхеравады и Махаяны, бордовый цвет используется на Тибете, серый цвет в Корее, чёрный цвет в Японии и др.)

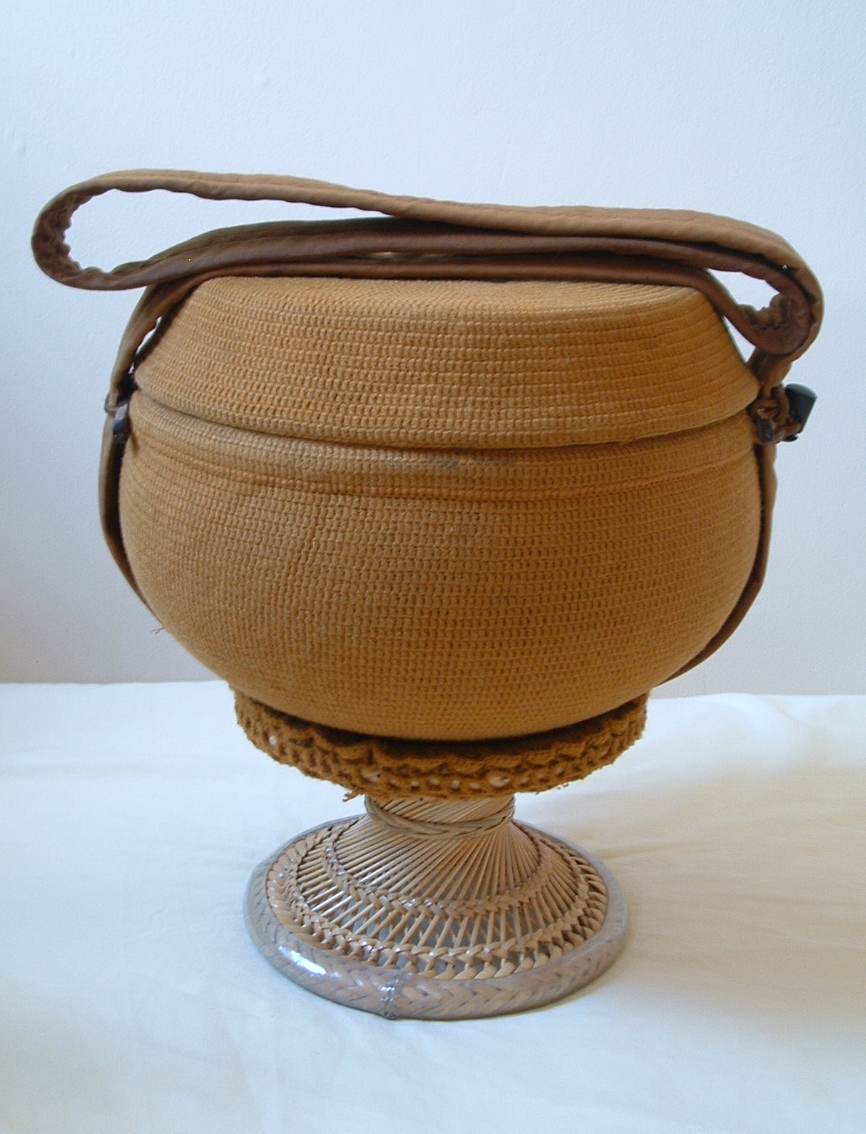
Пиндапата используются членами Сангхи

Слово «монах» звучит как бхиккху в пали или бхикшу на санскрите. Женская форма — бхиккхуни или бхикшуни. Эти слова буквально означают «нищий», что традиционно для монахов, просящих пищу. В большинстве мест это стало правилом, люди кормили монахов с целью получения заслуг, которые обеспечат им везение в следующей жизни. Хотя монахи в Индии и не работали, но когда буддизм появился в Восточной Азии, в Китае и соседних странах монахи начали заниматься сельским хозяйством.
Идея о том, что все буддисты, особенно монахи и монахини, практикуют вегетарианство, является западным заблуждением. В некоторых сутрах не рекомендуется есть мясо, в то время как согласно палийскому канону, составленному, по мнению учёных[кого?], более чем через 300 лет после паринирваны Будды, Будда однозначным образом отклонил предложение навязать вегетарианство на Сангху.  Следовательно, традиция Тхеравады (Шри-Ланка, Таиланд, Лаос, Камбоджа и Бирма) не практикует вегетарианство, но человек может сделать в этом плане свой личный выбор. С другой стороны, Махаяна и Ваджраяна принимает писания, и практика меняется в зависимости их интерпретации сутр. В частности, в Восточной Азии монахи берут на себя обеты бодхисаттвы из Брахмаджала-сутры, которая даёт обет вегетарианства как часть обетов бодхисаттвы, тогда как тибетская линия передачи обетов бодхисаттвы не включает в себя обет вегетарианства. В Китае, Корее и Вьетнаме на практике можно встретить строгое вегетарианство, в то время как в Японии или Тибете этого нет.
Согласно сутрам Махаяны, Будда всегда считал, что миряне способны достичь большой мудрости в Будде и просветления. На Западе также есть заблуждение о том, что Тхеравада говорит о невозможности просвещения за пределами Сангхи. В сутре[какой?] Тхеравады зафиксировано, что дядя Будды был мирским последователем и достиг просветления, слушая речи Будды.